# Amini Fonua
Amini Tuitavake Britteon Fonua (* 14. Dezember 1989 in Auckland) ist ein tongaischer Schwimmer.

## Leben
Er kam als Sohn von Sione und Julie Fonua in der neuseeländischen Stadt Auckland zur Welt und wuchs im Stadtviertel Ponsonby auf. 2008 graduierte er am dortigen Western Springs College und studiert zurzeit (Stand: Juni 2012) an der Texas A&M University „Telecommunication and Media Studies“.

## Sportkarriere
Fonua nahm, bei West Auckland Aquatics von Donna Bouzaid trainiert, an den neuseeländischen Vorausscheidungen für die Olympischen Sommerspiele 2008 teil und belegte über 50 Meter Brust den zweiten, über 100 Meter Brust den dritten und über 200 Meter Brust den neunten Platz. Seit seinem Studienbeginn in den Vereinigten Staaten tritt er bei den Big 12 Championships der NCAA an.
Sein größter Erfolg gelang ihm im Juni 2010, als er bei den Ozeanienmeisterschaften in der samoanischen Hauptstadt Apia den Titel über 50 Meter Brust knapp vor dem Neuseeländer Nick Ferrif gewinnen konnte. Im Oktober des gleichen Jahres vertrat er Tonga als erster Schwimmer seines Landes bei den Commonwealth Games im indischen Delhi. Über die 50 Meter Rücken kam er nicht über den Vorlauf hinaus und über die 100 Meter Brust erreichte er zwar das Halbfinale, belegte in diesem allerdings den achten und somit letzten Platz. Besser lief es für Fonua über die 50 Meter Brust; er zog ins Finale ein und wurde Siebter.
2011 schaffte er die Qualifikation für die in Shanghai ausgetragenen Schwimmweltmeisterschaften. Mit einem 25. Rang über 50 Meter Brust und Rang 59 über die doppelte Distanz scheiterte er allerdings in den dortigen Vorläufen. Dennoch endete das Jahr versöhnlich, da er im Spätsommer bei den Pazifikspielen in Nouméa (Neukaledonien) zwei Silber- und eine Bronzemedaille erringen konnte. Im Mai und Juni 2012 schwamm er abermals bei den Ozeanienmeisterschaften, die ebenfalls in Nouméa stattfanden. Fonua gelang die Verteidigung seines Titels über die 50 Meter Brust.
Bei den Olympischen Sommerspielen 2012 in London startete Fonua im 100-m-Brustschwimmen. Er schied im Vorlauf aus und belegte den 41. Platz.